# Hector Estrup (arkitekt)
 Der er flere personer med dette navn, se Hector Estrup.
Hector Frederik Jansen Estrup (20. marts 1854 i Viuf – 24. november 1904 i Horsens) var en dansk arkitekt, der særligt har sat sig præg på Horsens. Han var far til borgmester i København Lauritz Estrup.
Estrups forældre var boghandler i Kolding, senere hospitalsforstander i Randers Laurits Carl Constantin Estrup og Larsine Knudine Blichert. Han blev murersvend 1872 og tog afgang fra Teknisk Institut 1871. Dernæst blev han optaget på Kunstakademiet i København september 1871, hvorfra han tog afgang marts 1880. Han var ansat som tegner hos H.B. Storck og blev siden konduktør for ham ved restaureringen af Vor Frelsers Kirke i Horsens 1879-80 og Klosterkirken 1888-92.
Han fik understøttelse fra Indenrigsministeriet 1881, var byrådsmedlem i Horsens i 15 år og var forstander for Horsens Tekniske Skole fra 1889. Han var også meddirektør for Sparekassen for Horsens By og Omegn. 
Hector Estrup valgte i 1882 at slå sig ned i Horsens, og han satte i årtierne op til århundredeskiftet afgørende præg på provinsbyen. Specielt i Stjernholmskvarteret, i den østlige del af byen, var Estrup arkitekt på mange af de bygninger, der blev bygget, efter at kommunen udstykkede området omkring den tidligere herregård Stjernholm.
Estrup rejste i Tyskland, Frankrig (Paris) og Italien 1881-82 og udstillede på Den Nordiske Industri-, Landbrugs- og Kunstudstilling i Kjøbenhavn 1888.
Hector Estrup blev gift 26. oktober 1883 i København med Albertine (Alba) Zwergius (5. august 1854 på Sonnerupgård, Plejelt – 14. september 1909 i København), datter af skibsfører, senere ejer af Råballegård Frederik Zwergius og Albertine Eskildsen. Han er begravet i Horsens.

## Værker

### I Horsens
- Horsens Bajersk- og Hvidtølbryggeri (1879)
- Pavillon i Caroline-Amalielund (1887)
- Svendehjem i Slotsgade 2 (1890)
- Villa for en landmåler, Gasvej 7 (1892)
- Præstebolig i Kirkegårds Allé (1894)
- Stiftelsen Arentzens Minde, Slotsgade 12 (1895-96)
- Udvidelse af Allégades Skole (1896-97)
- Skt. Josephs Kirke, Nørregade 17 (1896-97)
- Horsens Blyvalseværk, Nørregade 15 (1898)
- Torvet 26/Kattesund (1898)
- Collstrups Imprægneringsanstalt (1900)
- Spare- og Lånekassen for Horsens og Omegn, Jessensgade 1 (1901)
- Ting- og Arresthuset (1902, 1. præmie 1899, fredet 2008)
- Horsens private real- og forberedelsesskole, Hulvej 19 (1902)
- Horsens Tekniske Skole, Stjernholmsgade 12 (1903-04)
- Villaer på Gasvej og Stjernholmsgade

### Uden for Horsens
- Havneadministrationsbygning i Esbjerg (1897)
- Arbejder på Frijsenborg
- Restaurering af Boller og Kongsdal (1880'erne, for slægtningen J.B.S. Estrup)
- Restaurering af kirkerne: Horne Kirke (1888), Årestrup Kirke (1888), Ansager Kirke (1890), Sneum Kirke (1891), Rudkøbing Kirke (1896), Tolstrup Kirke (1899) og Seem Kirke (1900-01)